# Threticus aenigmaticus
Threticus aenigmaticus är en tvåvingeart som först beskrevs av Satchell 1953.  Threticus aenigmaticus ingår i släktet Threticus och familjen fjärilsmyggor. Inga underarter finns listade i Catalogue of Life.